# Henri Cappetti
Henri Karel Johan Marie Cappetti (Ulft, 3 november 1920 – aldaar, 28 september 1999) was een Nederlands burgemeester.
Hij werd geboren als zoon van Philippus Petrus Cappetti (1890-1955) die in Ulft arts was. Zelf heeft hij rechten gestudeerd en was  hoofdcommies en chef van de afdeling algemene zaken bij de gemeentesecretarie van Oldenzaal voor hij in januari 1960 benoemd werd tot burgemeester van Erp. In februari 1968 volgde zijn benoeming tot burgemeester van Oirschot wat hij tot 1978 zou blijven. Hij overleed in 1999 in zijn geboorteplaats op 78-jarige leeftijd. Zijn jongere broer Frans Cappetti is ook burgemeester geweest en wel van Schoonebeek en Eibergen.